# Regata Guayaquil - Vinces
La Regata Guayaquil - Vinces es una maratón de lanchas a motor fuera de borda de velocidad que se disputa anualmente en Ecuador, desde la ciudad de Guayaquil hasta Vinces. Este certamen, de un recorrido de 63.4 millas, se corre exclusivamente con los STOCK OUTBOARDS en la popular clase C Stock Runabout (CSR) que corresponde al rango de 55-65 MPH. Llena de anécdotas e increíbles experiencias, la competencia náutica se efectúa ininterrumpidamente desde 1957, en el cuarto domingo de marzo y es organizada por el Club Deportivo y Social Juvenil de Vinces. El área de abastecimiento (pits) y la línea de partida están en el "Guayaquil Yacht Club" en el Malecón 2000, en la ciudad de Guayaquil. Compiten a través de los ríos  Guayas, Babahoyo y Vinces hasta llegar a la ciudad de Vinces.
El fundador fue Rogelio Jordán Rodríguez. En 1957 llevó a cabo la primera carrera, la cual ganó el guayaquileño Ernesto Estrada Icaza.

## La Carrera
La competencia se realiza con una longitud de 63.4 millas.- Inician a la altura del Yacth Club en el río Guayas, corren hacia el este aproximadamente 2.5 millas hasta la desembocadura del río Babahoyo a la altura de la ciudad de Durán.
La carrera continúa a lo largo del río Babahoyo por 23.25 millas, pasando por el lado este de la isla Mocolí, atraviesan la vuelta de Los Ángeles, el puente Alterno-Norte y, siguen por el río Babahoyo hasta llegar a la ciudad de Samborondón donde 1.8 millas adelante ingresan al río Vinces por la orilla Nor-Oeste.
Siguiendo por el río Vinces recorren aproximadamente 37.75 millas. En el trayecto pasan por Urvina Jado (Salitre) y 5.25 millas adelante toman el lado norte hacia General Vernaza, luego Antonio Sotomayor (Playas de Vinces) hasta llegar a la línea de meta en la ciudad de Vinces a la altura del Club Deportivo y Social "Juvenil".
Esta carrera llena de obstáculos, a los cuales se suma el peligro de cables eléctricos que cruzan de un lado a otro del río sin el respectivo control, poniendo en peligro a cualquier embarcación (especialmente en época de invierno) hacen que la pericia, los conocimientos, el buen estado de las máquinas y la buena suerte jueguen un factor importante para cruzar la línea de meta.

## Historia
A inicios de la década de 1950 el fundador y presidente del Motor Náutico Guayaquil, Rogelio Jordán Rodríguez, tuvo la oportunidad de presenciar carreras de lanchas a motor en Perú y Chile y empezó a idealizar estas en Ecuador. Es así que a partir de 1955 organizó las regatas Guayaquil - Posorja, luego la Guayaquil - Daule, la vuelta a la Península y la vuelta a la Isla Santa Ana.
En el año 1957 Jordán decidió organizar la primera competencia de lanchas a motor de Guayaquil a Vinces, en homenaje al XII aniversario del Círculo de Periodistas Deportivos del Ecuador, para tal efecto, propuso la competencia a los hermanos Hugo y Primitivo Yela Ubilla, quienes se desempeñaban como presidente de la Liga Deportiva Cantonal y presidente del Concejo Cantonal de Vinces, respectivamente, quienes acogieron la propuesta y decidieron conformar un comité de recepción.
El comité quedó conformado: Presidente, Roberto Mosquera Gutiérrez (quién ocupaba el cargo de Senador de  Los Ríos); Vicepresidente, Gonzalo Ubilla Morán; Secretario, Selby Elizalde Cabello; Tesorero, Hugo Yela Ubilla y vocales: Dr. Remigio Yagual Laínez, Aurelio Mosquera Campos, Adriano Ubilla Mendoza, y Miguel Tapia Muñoz, quienes recibieron el aporte de instituciones y personalidades vinceñas. El Club Deportivo y Social Juvenil por medio de su presidente Augusto Nivela Cáceres y su secretario Gonzalo Ubilla Morán, cedió gentilmente las nuevas instalaciones (que estaban por inaugurarse) para la recepción.
Formado el comité, la organización de la competencia, en su parte técnica quedó bajo la responsabilidad de Jordán, logrando la inscripción de 18 corredores (con sus respectivos copilotos) de Vinces,  Urvina Jado (Salitre), Samborondón,  Puebloviejo, Babahoyo, Jujan y Guayaquil.
A las 9h30 del 17 de febrero, Rogelio Jordán bajaba la bandera en señal de partida para dar inicio a la primera regata, ante miles de espectadores que se habían dado cita en el  malecón Simón Bolívar. El reto, cubrir las 63 millas que separa Guayaquil, con Vinces. De las 11 naves que arribaron, 8 culminaron la prueba durante el tiempo reglamentario (30 minutos después del arribo del primer bote). Ernesto Estrada Icaza y su copiloto José Urbina inscribieron sus nombres como los primeros ganadores, al arribar en 2h 12m, con motor de 35 HP; el segundo lugar fue para Tomás Ángel Carbo y Eduardo Cruz, quienes cruzaron la meta 1 minuto después; el tercer lugar fue para el popular “loco” Ernesto Ayala acompañado de su copiloto Ítalo Montalván Triviño.
Previo al acto de premiación, se eligió por simpatía, entre un grupo de bellas vinceñas, a la primera reina de la competencia. Quedaron como finalistas Italia de Salti y Yoya Sánchez Mosquera. Finalmente la distinción recayó en la estudiante del colegio municipal Diez de Agosto Srta. Yoya Sánchez quien fue proclamada por Primitivo Yela Ubilla, Presidente del Concejo de Vinces. El éxito de la competencia obligó a Rogelio Jordán y la Liga Deportival Cantonal de Vinces, presidida por Hugo Yela Ubilla a repetirla hasta 1960. Y A partir de 1961 es organizada por el Club Deportivo y Social Juvenil.

## Club Deportivo y Social Juvenil
Emblemática institución vinceña, organizador de la tradicional regata Guayaquil -Vinces. Fue fundado el 13 de octubre de 1945, por iniciativa del padre Eliecer Fiallos, quien agrupó a jóvenes, entre los que constaban: Augusto Nivela, Justo Quinto, Simón Muñoz, Gustavo Morán, Roberto Yela. Alfonso Mesías, Alejandro Villamarín, Ignacio Vera, Arístides Pinto, Sucre Carcelén, Víctor Hugo Jurado, Leonardo Álava, Antonio Ricaurte A., Santiago Pérez Palacios, Hugo Quinto, Alfonso Montalván y Gonzalo Ubilla Morán.
Si bien en el club ha patrocinado distintas actividades deportivas, hay cuatro en particular en las que se ha destacado: El fuerabordismo con la realización de la tradicional regata Guayaquil - Vinces, la Liga Nacional de Baloncesto masculina del Ecuador, de la cual es el campeón reinante, el tenis de mesa, y fútbol. Actualmente lo preside Eduardo Ubilla Bustamante.

## Ganadores de la Regata Guayaquil - Vinces
Leopoldo Rugel Martínez se constituye en el Gran Campeón de todos los tiempos al ganar en 9 ocasiones la general de esta competencia (1971, 1973, 1976, 1978, 1979, 1981, 1990, 1992 y 1994) y 11 en su categoría (1959 y 1960).
Existe un solo piloto que posee el tricampeonato, el balzareño Eloy Mueckay Villarreal quien se adjudicó los títulos de manera consecutiva en 1999, 2000 y 2001.
El tiempo récord actual es de 1:04:17 (2010) establecido por el piloto vinceño Felipe Adell Andrade.
En dos ocasiones padre e hijo han compartido el primer lugar en el podio: Leopoldo Rugel Martínez y Enrique Rugel Valle, en 1994. Y Nelson Campozano Fischer y Brian Campozano Iñiguez, en 1997.
Existen familias que por tradición compiten en este deporte extremo, entre los que se destacan los Campozano, con la participación de: Nelson y Pedro Campozano Gilbert (Dirigente), Nelson y Carlos Campozano Fischer, Julio y Víctor Campozano del Hierro, Brian Campozano Iñiguez y Nelson Sotomayor Campozano. Además de los Yela, Estrada, Echanique, Rugel, Montalván, entre otros.
La familia con más participantes por competencia es Ching, en el 2015 contó con la participación del popular Gerardo "Chaperoco" Ching Nivela (el corredor preferido de los niños), Segundo Ching Nivela, Gerardo Ching Jr. y Fabián Ching.
| Año  | Campeón                          | Tiempo   | Reina                       | Part. | Racing                                    | Standard                                       | Homenaje a                               |
| ---- | -------------------------------- | -------- | --------------------------- | ----- | ----------------------------------------- | ---------------------------------------------- | ---------------------------------------- |
| 2022 | Cornejo Vera Juan                | 1:19:00  | Romina Oehlmann Nicola      |       | Cornejo Vera Juan                         |                                                |                                          |
| 1957 | Estrada Icaza Ernesto            | 2:12:00  | Sánchez Mosquera Yoya       | 12    | Estrada Icaza Ernesto                     | 1 sola cat. - 2.º. Carbo Nuñez Tomás           | C. Periodistas Deportivos del EC.        |
| 1958 | Dassum Armendáriz Chafick        | 1:48:00  | Gómez Fuentes Ana           | 10    | Dassum Armendáriz Chafick                 | Estrada Icaza Ernesto                          | C. Periodistas Deportivos del EC.        |
| 1959 | Dassum Armendáriz Chafick        | 1:47:08  | Carlier Romo Olilia         | 14    | Dassum Armendáriz Chafick                 | Rugel Martínez Leopoldo (30HP)                 | C. Periodistas Deportivos del EC.        |
| 1960 | Echanique Paredes Enrique (40HP) | 1:46:18  | Gómez Avilés Laura          | 09    | Echanique Paredes Enrique(40HP)           | Rugel Martínez Leopoldo (30HP)                 | C. Periodistas Deportivos del EC.        |
| 1961 | Cabello Rodríguez Rafael         | 1:43:36  | Gómez Teodora               | 07    | Cabello Rodríguez Rafael                  | Domínguez Carvajal Ecuador                     | Club D.S. Juvenil                        |
| 1962 | Cabello Rodríguez Rafael(44HP)   | 1:42:00  | Mosquera Yela Nora          | 12    | Cabello Rodríguez Rafael (44HP)           | Yela Peña Nicolás (40HP)                       | Club D.S. Juvenil                        |
| 1963 | Álvarez Olmedo                   | 1:39:00  | Villanueva Loor Victoria    | 06    | Emilio Kronfle A. (40HP)                  | Álvarez Olmedo (30HP)                          | Club D.S. Juvenil                        |
| 1965 | Barbery Lane Julio               | 1:32:54  | Morán Yela Susana           | 08    | Barbery Lane Julio (50HP)                 | Campozano Fischer Nelson (40HP)                | Aurelio Mosquera                         |
| 1966 | Eiser F. Harry                   | 1:22:52  | Carriel Salazar Sonia       | 06    | Eiser F. Harry (40 HP)                    | 1 sola cat. - 2.º. Campozano Fischer Nelson    | Club D.S. Juvenil                        |
| 1967 | Leopoldo Rugel                   | 1:31:15  | Andrade Piedrahita Alba     | 06    | Leopoldo Rugel (40 HP)                    | 1 sola cat.                                    | Jordán Rodríguez Rogelio                 |
| 1968 | Barbery Lane Julio               | 1:28:00  | Piedrahita Zahira           | 07    | Barbery Lane Julio                        | 1 sola cat. - 2.º. Campozano Fischer Nelson    | Club D.S. Juvenil                        |
| 1969 | Campozano Fischer Nelson         |          | Piedrahita D. Mireya        | 04    | Campozano Fischer Nelson                  | 1 sola cat. - 2.º. Sotomayor Yela Joaquín      | Club D.S. Juvenil                        |
| 1970 | Barbery Lane Julio               | 1:29:54  | Yela Bajaña Celeste         | 10    | Barbery Lane Julio                        | 1 sola cat. - 2.º. Campozano Fischer Carlos    | Hugo Quinto y Jaime Coello               |
| 1971 | Rugel Martínez Leopoldo          | 1:53:00  | Bustamante Mendoza Ninfa    | 11    | Rugel Martínez Leopoldo                   | 1 sola cat. - 2.º. Campozano del Hierro Julio  | Club D.S. Juvenil                        |
| 1972 | Botero Carlos                    | 1:53:16  | Aspiazu Bajaña Manuela      | 11    | Botero Carlos                             | 1 sola cat. - 2.º. Petersen Augusto            | Guillermo Montalván Triviño              |
| 1973 | Rugel Martínez Leopoldo          | 1:39:35  | Hidalgo León Marianella     | 09    | Rugel Martínez Leopoldo                   | 1 sola cat. - 2.º. Campozano del Hierro Julio  | Club D.S. Juvenil                        |
| 1974 | Estrada Santistevan Ernesto      | 1:37:30  | Villalobos A. Concepción    | 11    | Estrada Santistevan Ernesto               | Campozano del Hierro Julio                     | Club D.S. Juvenil                        |
| 1975 | Campozano Fischer Nelson         |          | Flores Cruz Myriam          | 08    | Campozano Fischer Nelson                  | 1 sola cat. - 2.º. Ruiz Tito                   | Club D.S. Juvenil                        |
| 1976 | Rugel Martínez Leopoldo          | 2:05:00  | Kure Yépez Elba             | 06    | Rugel Martínez Leopoldo                   | 1 sola cat. - 2.º. Montalván Triviño Guillermo | Club D.S. Juvenil                        |
| 1977 | Campozano Fischer Nelson         | 1:44:06  | Bajaña Pérez Sonia          | 14    | Campozano Fischer Nelson                  | 1 sola cat. - 2.º. Andrade Piedrahíta Ramón    | Club D.S. Juvenil                        |
| 1978 | Rugel Martínez Leopoldo          |          | Sotomayor Morán Fanny       | 14    | Rugel Martínez Leopoldo                   | 1 sola cat. - 2.º. Campozano Fischer Nelson    | Enrique Echanique Paredes                |
| 1979 | Rugel Martínez Leopoldo          | 1:32:00  | Fuentes Bustamante Susy     | 15    | Rugel Martínez Leopoldo                   | 1 sola cat. - 2.º. Morán Yela Enrique (Pelusa) | Club D.S. Juvenil                        |
| 1980 | Gilbert Febres Cordero Roberto   | 1:31:48  | Ormeño Coello Evelyn        | 18    | Gilbert Febres Cordero Roberto            | 1 sola cat. - 2.º. Sotomayor Yela Eduardo      | Nicolás Yela Peña                        |
| 1981 | Rugel Martínez Leopoldo          | 1:28:20  | Mosquera Peña Reyma         | 19    | Rugel Martínez Leopoldo                   | 1 sola cat. - 2.º. Campozano Fischer Nelson    | Club D.S. Juvenil                        |
| 1982 | Gilbert Febres Cordero Roberto   | 1:17:00  | Delgado Troya Isabel        | 22    | Gilbert Febres Cordero Roberto            | 1 sola cat. - 2.º. Estrada Santistevan Ernesto | Radio Cristal (25 Años)                  |
| 1983 | Montalván Castro Manuel          | 1:16:00  | Vásconez Suárez Ana         | 17    | Montalván Castro Manuel                   | 1 sola cat. - 2.º. Gómez Iván (1:16:20)        | Club D.S. Juvenil                        |
| 1984 | Vargas Gómez Tomás               | 1:21:00  | Fuentes Sotomayor Fanny     | 17    | Vargas G. Tomás (Tarifa)                  | 1 sola cat. - 2.º. Luis Moreno (1:22:00)       | Diario El Telégrafo                      |
| 1985 | Bajaña Sotomayor Efraín          | 1:25:00  | Montalván Macías Cinthia    | 16    | Bajaña Sotomayor Efraín                   | 1 sola cat. - 2.º. Rugel Leopoldo (1:25:15)    | Club D.S. Juvenil - Bodas de Rubí        |
| 1986 | Campozano del Hierro Víctor      | 1:28:00  | Ormeño Macías Leslie        | 18    | Campozano del Hierro Víctor               | 1 sola cat. - 2.º. Bajaña Sotomayor Efraín     | Guillermo Zapatier Arías                 |
| 1987 | Campozano del Hierro Víctor      | 1:18:08  | Morán Aspiazu María         | 18    | Campozano del Hierro Víctor               | 1 sola cat. - 2.º. Tenorio Jorge (1:18:25)     | Enrique Morán Muñoz                      |
| 1988 | Balda Delgado Carlos             | 1:23:19  | Yela Perasso María Soledad  | 17    | Balda Delgado Carlos                      | Moreno Luis (1:25:05)                          | Nelson Campozano Fischer                 |
| 1989 | Tenorio Simisterra Jorge         | 1:18:07  | Morán Gilser Sandra         | 22    | Tenorio Simisterra Jorge                  | López Avelino (1:38:22 - 7.º.)                 | Club D.S. Juvenil                        |
| 1990 | Rugel Martínez Leopoldo          | 1:20:15  | Noboa Morán Susana          | 22    | Rugel Martínez Leopoldo                   | Campozano Fischer Carlos                       | Club D.S. Juvenil                        |
| 1991 | Campozano Fischer Carlos         | 1:30:00  | Fernández Guzman Mayita     | 14    | Ozaeta José (1:36:00 - 3.º.)              | Campozano Fischer Carlos                       | Club D.S. Juvenil                        |
| 1992 | Rugel Martínez Leopoldo          | 1:22:30  | Morán Aspiazu Mónica        | 14    | Rugel Martínez Leopoldo                   | Ruiz Jhonny (1:50:00 - 3.º.)                   | Club D.S. Juvenil                        |
| 1993 | Campozano Fischer Nelson         | 1:22:30  | Aspiazu Alava Luisa Soledad | 15    | Campozano Fischer Nelson                  | Véliz Lascano Javier                           | Mobil                                    |
| 1994 | Rugel Martínez Leopoldo          | 1:13:30  | Aspiazu Castillo Karem      | 15    | Rugel Martínez Leopoldo                   | Rugel Valle Enrique (1:19:30 - 3.º.)           | Club D.S. Juvenil                        |
| 1995 | Véliz Lascano Javier             | 1:11:15  | Longo Salazar Ingrid        | 18    | Véliz Lascano Javier                      | Rugel Valle Enrique (1:17:20 - 3.º.)           | Club D.S. Juvenil - Bodas de Oro         |
| 1996 | Tenorio Simisterra Jorge         | 1:14:45  | Salazar Kaffa               | 14    | Tenorio Simisterra Jorge                  | Cornejo Vera Juan (4.º.)                       | Guillermo Montalván Triviño              |
| 1997 | Campozano Iñiguez Brian          | 1:11:05  | Gómez Villalobos Carol      | 14    | Campozano Iñiguez Brian                   | Campozano Fischer Nelson (1:14:20 - 2.º.)      | Diario El Universo                       |
| 1998 | Tenorio Simisterra Jorge         | 1:12:00  | Miño Castro Julissa         | 15    | Tenorio Simisterra Jorge                  | Cornejo Vera Juan (4.º.)                       | Club D.S. Juvenil                        |
| 1999 | Mueckay Villarreal Eloy          | 1:14:50  | Fuentes Piedrahita Nabila   | 19    | Mueckay Villarreal Eloy                   | Mieles Abel                                    | Leopoldo Rugel Martínez                  |
| 2000 | Mueckay Villarreal Eloy          | 1:14:50  | Peñafiel Piedrahita Fanny   | 19    | Mueckay Villarreal Eloy                   | Tenorio Simisterra Jorge                       | Bonifacio Morán Yela                     |
| 2001 | Mueckay Villarreal Eloy          | 1:15:00) | Mera Barros María Elena     | 25    | Mueckay Villarreal Eloy                   | Tenorio Simisterra Jorge                       | Club D.S. Juvenil                        |
| 2002 | Tenorio Simisterra Jorge         | 1:17:05) | Dumas Palacios Mei Ling     | 22    | Mueckay Villarreal Eloy (1:17:30 - 2.º.)  | Tenorio Simisterra Jorge                       | Jorge Manuel Marún                       |
| 2003 | Tenorio Simisterra Jorge         | 1:17:00) | Muñoz Portilla Daniela      | 19    | Cornejo Vera Juan (4.º.) (1:24:00 - 2.º.) | Tenorio Simisterra Jorge                       | Carlos Pérez Perasso                     |
| 2004 | Cornejo Vera Juan                | 1:15:00  | López León Liliana          | 21    | Cornejo Vera Juan                         | Tenorio Simisterra Jorge (1:19:00 - 2.º.)      | Víctor Moscoso Briones                   |
| 2005 | Cornejo Vera Juan                | 1:05:08  | Bajaña Julissa              | 23    | Cornejo Vera Juan                         | Patiño Litardo César (1:22:00 - 4.º.)          | Roberto Gilbert Febres Cordero           |
| 2006 | Patiño Litardo César             | 1:13:10  | Fuentes María Hannelore     | 26    | Tobías Montecé (1:26:00 - 3.º.)           | Patiño Litardo César                           | Regata Guayaquil-Vinces, Bodas de Oro    |
| 2007 | Cornejo Vera Juan                | 1:16:00  | Troya Anchundia Betsy       | 32    | Cornejo Vera Juan                         | Patiño Litardo César                           | Club D.S. Juvenil                        |
| 2008 | Adell Andrade Felipe             | 1:07:25  | Moscoso Coello María José   | 29    | Adell Andrade Felipe                      | Patiño Litardo César                           | Dr. Bonifacio Morán Yela                 |
| 2009 | Salazar Nivela Cristián          | 1:08:15  | Guzmán Hillary              | 28    | Salazar Nivela Cristián                   | Zambrano C. Lenín (Quinindé)                   | Walter ‘Polaco’ Camacho Sotomayor        |
| 2010 | Adell Andrade Felipe             | 1:04:17  | Cárdenas Nieto Estefanía    | 28    | Adell Andrade Felipe                      | Zambrano C. Lenín (Quinindé)                   | Ing. Marco Troya (Prefecto de Los Ríos)  |
| 2011 | Patiño Litardo César             | 1:09:40  | Hidalgo Mosquera Melanie    | 31    | Patiño Litardo César                      | Rivera Samuel (7.º.)                           | Estrada Icaza Ernesto                    |
| 2012 | Cornejo Vera Juan                | 1:12:41  | Hurtado Moscoso Rosita      | 43    | Cornejo Vera Juan                         | Patiño Litardo César (1:20:01)                 | Club D.S. Juvenil                        |
| 2013 | Adell Andrade Felipe             | 1:06:12  | Yela Aspiazu Estefanía      | 43    | Adell Andrade Felipe                      | Guananga William(1:16:54)                      | Club D.S. Juvenil                        |
| 2014 | Morán Falquez Joaquín            | 1:08:31  | Coello María de los Ángeles | 41    | Morán F. Joaquín                          | Valverde Francisco                             | Casimiro Mendoza León                    |
| 2015 | Morán Falquez Joaquín            | 1:11:30  | Bajaña Carolina             | 48    | Morán F. Joaquín                          | Castro José                                    | Club D.S. Juvenil                        |
| 2016 | Cornejo Vera Juan                | 1:07:28  | Vanderbeck Moscoso Lili     | 48    | Cornejo Juan                              | Pearson Justin (1:07:47)                       | Reg. Guayaquil Vinces, Bodas de Diamante |
| 2017 | Ormeño Rudiger                   | 1:11:30  | Félix Saray                 | 48    | Ormeño Rudiger                            | Bajaña Serafín                                 | Leopoldo Rugel - Ab. Víctor Moscoso      |
| 2018 | Guerrero Rubén                   | 1:08:02  | Crespo Yépez Shirley        | 48    | Guerrero Rubén                            | Rodríguez Luis (1:08:04).                      | Ec. Cristian Villasagua                  |
| 2019 | Cornejo Vera Juan                | 1:18:06  | Cabezas Piedrahita Carolina | 48    | Cornejo Vera Juan                         | Mosquera Gonzalo                               |                                          |

## Efemérides
- 1957.— La Comisión de Lanchas a Motor de la F.D. del Guayas da autorización para la competencia al Motor Náutico Guayaquil como un homenaje al Círculo de Periodistas Deportivos del Ecuador con el motivo de celebrar su XII aniversario de fundación, recibiendo el respectivo permiso de parte de la Capitanía del Puerto.

- 1971.— La Guayaquil - Vinces se corre con un solo tripulante por bote. En Los 70, se dieron los avances de la motonáutica en el Ecuador con la llegada de botes unipersonales, es así que a partir de 1971 la regata Guayaquil - Vinces se corrió con un solo tripulante por bote.

- 1972.—  Primera mujer en competencia. El domingo 12 de marzo de 1972 miles de aficionados vitoreaban en el malecón de Vinces a Maritza Cabello, primera dama en incursionar en este arriesgado como difícil deporte, llegando en el quinto lugar con un tiempo de 2h. 08m (el ganador fue Carlos Botero quien arribó en 1h 53m 18s) superando a muchos experimentados pilotos. Maritza quien corrió en el bote de Polo Avilés, rompía de esta manera el tabú dentro del sexo. A Maritza se han sumado, Olga de Moreno y Rosita Sotomayor. Rosita Compite en la Guayaquil - Vinces desde el 2007 al igual que en torneos nacionales.

- 1974.—  Nuevos diseños de botes. La participación de pilotos de la talla de Estéfano Isaías, Roberto Gilbert Febres-Cordero, Ernesto Estrada Santistevan, entre otros, permitió la llegada de nuevos diseños de botes y motores. En octubre participaron en un certamen internacional en Guayaquil: los norteamericanos Clark Maloof, Patrick Courtin, Roger Hartiwell y Vincent Du Buc; y los peruanos, Franco Ratto y Eduardo Capamaian. La presencia de estos pilotos extranjeros permitió la llegada de embarcaciones con novedosos diseños y el conocimiento de mejores máquinas que luego se usarían en la Guayaquil - Vinces.

- 1975.—  Más experiencia. Maloof y Courtin retornaron en 1975 junto a William Simons al certamen en Salinas, gracias al esfuerzo de pilotos y dirigentes como Pedro y Nelson Campozano de La famosa  Marina “Pillín” (la casa de los motonautas), Roberto Gilbert, Enrique Echanique, Julio Ochoa, Guillermo Martín, entre otros. Esto ermitió tener en la Guayaquil - Vinces a pilotos nacionales con mayor experiencia.

- 1979.—  Modernas naves se vuelven asequibles. A finales de la década de los 70, Francisco Laine Díaz, quien heredó el talento de su padre Andrés (reconocido artesano naval) empezó a construir lanchas de competencia tomando como modelo los botes importados, adquiridos por el Dr. Roberto Gilbert y Ernesto Estrada. A raíz de esto la motonáutica en el Ecuador ganó en espectacularidad y emociones. La dimensión de los botes disminuyó y por ende, al haber menos peso, la velocidad aumentó. Pancho, como cariñosamente se lo conoce, se convirtió en un pilar de este deporte al permitir que sus modernas naves sean adsequibles para las nuevas generaciones de pilotos.

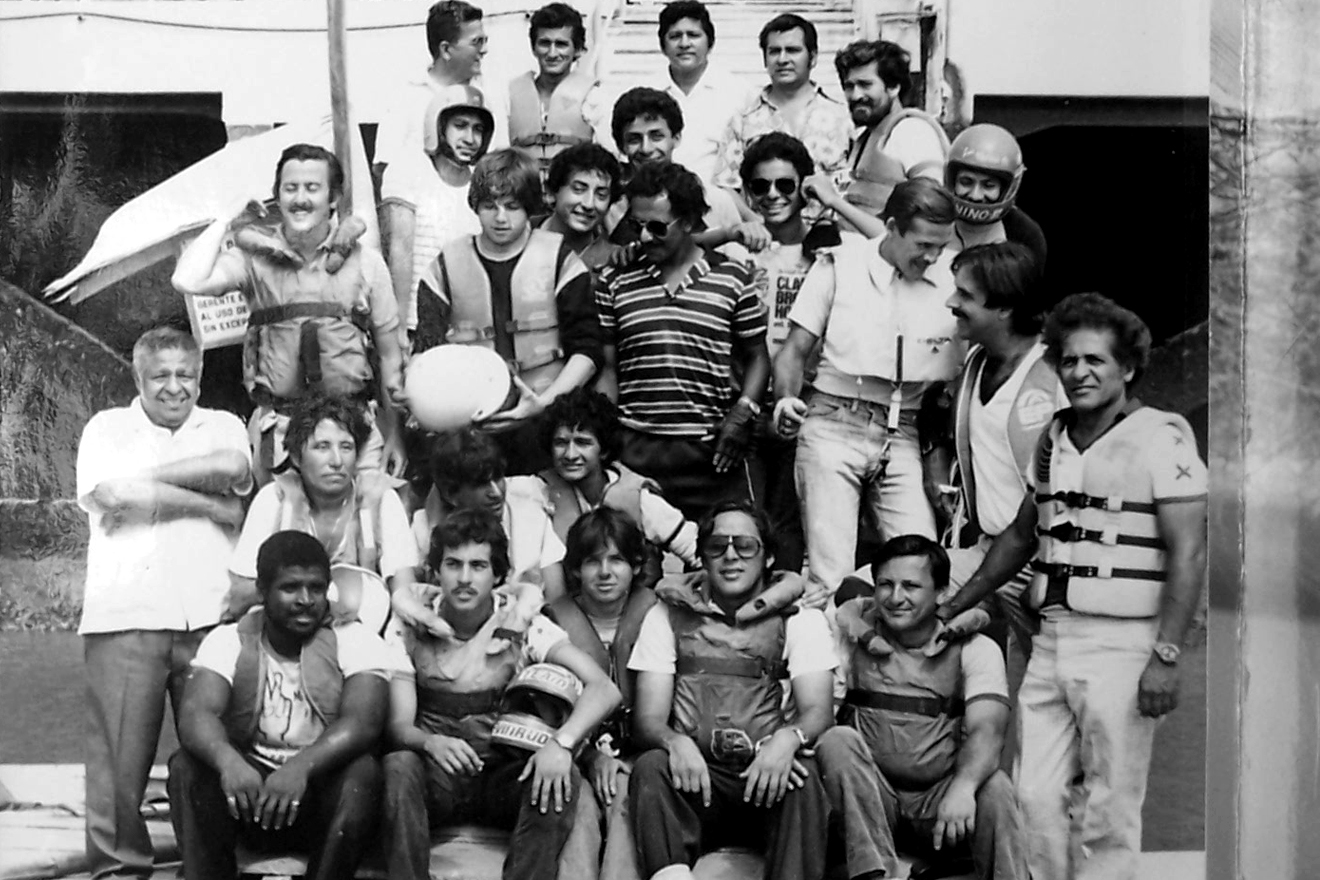
Pilotos de la década de los 80

- 1987.— Se realizó el certamen Gulf-Permatex con la participación de Bob Austín, Dave Dewald y Jim Sweeneyis, pero no participaron en la regata Guayaquil - Vinces.

- 1988.—  Previo a la Guayaquil - Vinces compiten en USA. Previo a la participación en la regata Guayaquil - Vinces viajaron a competir en un certamen de circuitos náuticos en Lake Worth: Nelson Campozano, Ernesto Estrada, Roberto Gilbert, Víctor Campozano, Guillermo Montalván y Jorge Tenorio. El segundo y tercer lugar obtenido por Víctor Campozano y Ernesto Estrada les permitió competir además en Orlando.

- 2006.— Participan pilotos norteamericanos.  Darrel Sorensen, de la Región 11 de la APBA vino a Ecuador como parte del equipo de la Costa Oeste de los Estados Unidos, en compañía de Ric Montoya (Región 10) y Bob Williams (Región 12) a participar en la quincuagésima regata Guayaquil – Vinces, lamentablemente no pudieron arribar a la línea de meta. En esta ocasión el triunfo fue del piloto vinceño César Patiño.

- 2010.— Las tres primeras ubicaciones superaron el tiempo récord, las mismas que se adjudicaron los vinceños: Felipe Adell Andrade, Cristián Salazar Nivela y Joaquín Morán Falquez.

- 2011.— Se contó con la participación de los pilotos estadounidenses Jeff Yungen, de la Región 7 de la A.P.B.A. y el campeón norteamericano Joshua Pearson (posee 10 National Championships y 19 High Point Championships desde 1992) de la región 6, como parte del equipo de Estados Unidos, convirtiéndose los primeros extranjeros en arribar a la meta. Pearson se ubicó en el segundo lugar, a tan solo 3 segundos del ganador y Yungen en el décimo, de un total de 31 participantes. Nuevamente César Patiño se adjudicó esta competencia ya de clase internacional.

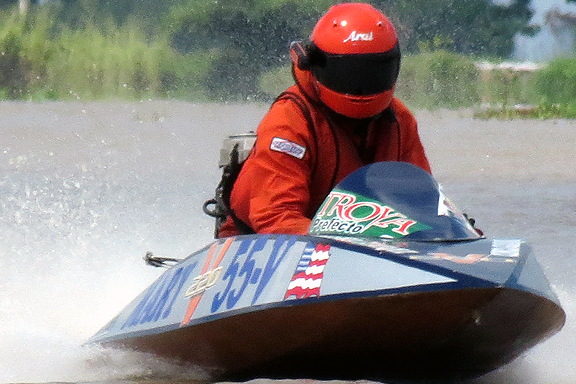
Regata Guayaquil- Vinces 2012. Jeff Yungen

- 2012.— Nuevamente participa Jeff Yungen, pero se vio obligado a abandonar la competencia tras media hora de recorrido al filtrarse agua por orificio en el casco del bote a nivel del suelo.

- 2013.— El podio se completó con el tercer lugar de Joshua Pearson, que hizo una carrera extraordinaria, repitiendo su muy buena participación que tuvo en el 2011.

- 2018.— Nuevos Jueces Homologadores. Ante el sensible fallecimiento del otrora gran campeón Carlos Campozano Fisher (10/Feb/2018), quien durante años fue el juez de la competencia como representante del Comité de Lanchas a Motor de la Federación Deportiva del Guayas, la carrera en su parte técnica quedó a cargo del Club D.S. Juvenil y el Club Náutico del Salado.

- 2019.— Nuevo Club Homologador, Solo Botes de Vinces. La competencia organizada por el Club Juvenil, es homologada además por el Club Solo Botes de Vinces y el Club Náutico del Salado de Guayaquil. Y cuenta con la veeduría de la American Power Boat Association (APBA) de Estados Unidos con la presencia del juez Jack Thompson quien acompaña a la delegación de US formado por: los pilotos, Kyle Bahl y Mike Akerstrom; el expiloto David Allen, traductor; y el fotógrafo Patrick Gleason de Propeller Magazine de la APBA.

La creciente popularidad de la competencia en los últimos años se hizo notar en el considerable aumento de la cantidad de participantes, un total de 48 pilotos en el 2015. En el año 1969 solo 4 pilotos partieron a Vinces.